# جوناثان سميث (لاعب كرة قدم أمريكية)
جوناثان سميث (بالإنجليزية: Jonathan Smith)‏ هو لاعب كرة قدم أمريكية أمريكي، ولد في 19 أكتوبر 1981 في باسادينا في الولايات المتحدة.